# Weiskirchen
Weiskirchen è un comune tedesco di 6 298 abitanti, situato nel land della Saarland.